# Neoporus tigrinus
Neoporus tigrinus är en skalbaggsart som först beskrevs av Henry Clinton Fall 1917.  Neoporus tigrinus ingår i släktet Neoporus och familjen dykare. Inga underarter finns listade i Catalogue of Life.